# 巧克力 (男藝人)
查爾斯·安東尼·馬克三世（Charles A. Mack III），中文名馬查理，藝名巧克力，是名美國前媒體名人，活躍於台灣，直到2004年被驅逐出境為止。

## 生平
查爾斯·安東尼·馬克三世來自田纳西州曼斐斯，有馬拉威血統。就讀大學期間涉獵教育、心理、國際政治，1987年為學習中文首度抵達臺灣。
巧克力因主持華視綜藝節目《電視聯合國》進入電視界。在廣播界，他以台北國際社區廣播電台（ICRT）DJ的身分最為人知，在此之前曾在飛碟電台朱衛茵的節目擔任固定來賓。2000年12月，他被以違反公司內規，邀請非工作人員之友人進入錄音間，而被ICRT解雇。他一度對此表達異議。
2004年1月16日，巧克力被妻子張瑋津指控罹患梅毒，性侵兩名男性大學生，且下落不明。
2004年1月30日經過臺北市政府警察局外事科約談後，他被以違反《入出國及移民法》及《傳染病防治法》要求於7天內離境。他2月6日晚間從中正國際機場飛離台灣，前一天他向臺北高等行政法院聲請停止執行，但被裁定駁回。
離開台灣後，巧克力幾乎和台灣人脈失去聯繫，僅和前ICRT同事DJ Diva透過電郵來往。2009年2月24日，前中華民國總統陳水扁出庭時，聲稱張瑋津持有總統馬英九與巧克力的「親密光碟」——此言論方使巧克力再度受到臺灣輿論注意。

## 出版品
- . 1999. ISBN 9789579740517.

## 外部連結
- Living Om Love
- Charles A. Mack III的Facebook專頁
- Director CMack的Instagram帳戶